# Ouratea valerioi
Ouratea valerioi là một loài thực vật có hoa trong họ Ochnaceae. Loài này được Standl. mô tả khoa học đầu tiên năm 1937.